# Cathédrale Saint-Alexandre-Nevski de Tsaritsyne
Pour les articles homonymes, voir Cathédrale Saint-Alexandre-Nevski.
L’église cathédrale Saint-Alexandre-Nevski de Tsaritsyne est un édifice religieux Orthodoxe de la ville de Volgograd, ancienne cathédrale du diocèse d'Astrakhan et Saratov.

## Histoire
L'église fut détruite en 1932 par le pouvoir soviétique.
L'église fut construite au début du XXe siècle en action de grâce à la suite de l'accident de train de Borki qui a épargné le tzar Alexandre III et sa famille. Elle a été bâtie à l'image de la cathédrale Notre-Dame de Kazan à Orenbourg sur décision du conseil de ville. Sa construction fut confiée à l'architecte Youri Terlikov et dura de 1901 à 1916. 

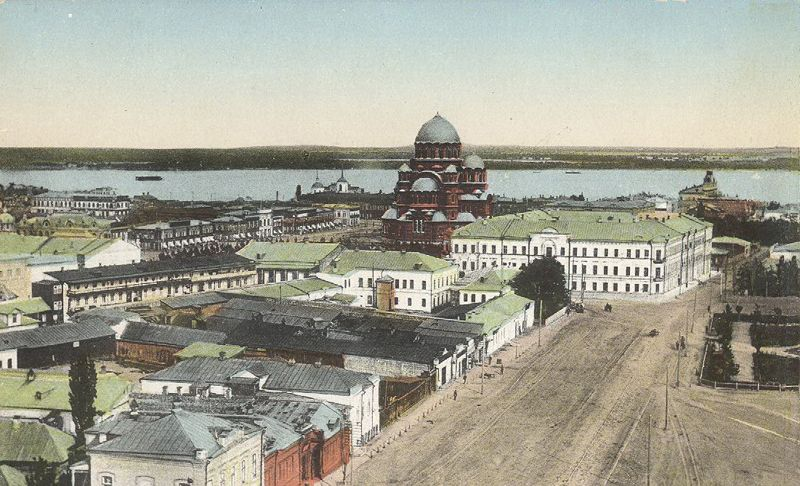
Sur le bord de la Volga au début du XX.

Supprimée en 1929 comme institution, elle fut recréée en 2021 et consacrée par le patriarche Cyrille.